# Okres Cigánd
Okres Cigánd (maďarsky Cigándi járás) je okres v severovýchodním Maďarsku v župě Borsod-Abaúj-Zemplén. Jeho správním centrem je město Cigánd.

## Sídla
Města
- Cigánd

Městyse
- Ricse

Obce
- Bodroghalom
- Dámóc
- Karcsa
- Karos
- Kisrozvágy
- Lácacséke
- Nagyrozvágy
- Pácin
- Révleányvár
- Semjén
- Tiszacsermely
- Tiszakarád
- Zemplénagárd